# Max Künstler
Max Künstler (* 16. April 1924 in Neisse; † 11. Juni 2015 in Bad Urach) war ein deutscher Politiker der CDU. 
Künstler war von Beruf Industriekaufmann und Verwaltungsangestellter. Er trat 1953 der CDU bei und wurde noch im selben Jahr stellvertretender Landesvorsitzender der Christlich-Demokratischen Arbeitnehmerschaft Baden-Württembergs. Als Mitglied der ÖTV wurde er 1965 DGB-Kreisvorsitzender im Landkreis Balingen; 1972 bis 1987 war er hauptamtliches Mitglied des DGB-Landesbezirks.
Am 11. September 1980 rückte Künstler für den ausgeschiedenen Abgeordneten Gerhard Zeitel in den Deutschen Bundestag nach und blieb dort bis zum Ende der Wahlperiode am 4. November 1980 Mitglied. In diese Zeit fiel keine einzige Plenarsitzung. Im Juni 2015 starb Künstler im Alter von 91 Jahren.

## Ehrungen
- 1984 bekam er die Verdienstmedaille des Landes Baden-Württemberg verliehen.
- 1987: Verdienstkreuz 1. Klasse der Bundesrepublik Deutschland